# Dropbox
Dropbox és un servei d'allotjament de fitxers multiplataforma en el núvol, operat per la companyia Dropbox. El servei permet als usuaris emmagatzemar i sincronitzar arxius en línia i entre ordinadors i compartir arxius i carpetes amb altres usuaris. N'existeixen versions gratuïtes i de pagament, cadascuna de les quals amb opcions variades.
No està disponible en català.

## Història
Dropbox compta amb més de 300 milions d'usuaris i té presència en 175 països. La companyia va rebre capital llavor de Y Combinator i de Sequoia capital. Des del dia 18 d'abril de 2011, Dropbox anuncia que està disponible en espanyol, a més d'alemany, japonès i francès.

## Funcionalitat
El client de Dropbox permet els usuaris deixar qualsevol arxiu en una carpeta designada. Aquest arxiu és sincronitzat en el núvol i en tots els altres ordinadors del client de Dropbox. Els arxius dins la carpeta de Dropbox poden llavors ser compartits amb altres usuaris de Dropbox o ser accedits des de la pàgina web de Dropbox. Així mateix, els usuaris poden gravar arxius manualment per mitjà d'un navegador web.
Si bé Dropbox funciona com un servei d'emmagatzematge, s'enfoca en sincronitzar i compartir arxius. Té suport per historial de revisions, de manera que els arxius esborrats de la carpeta de Dropbox poden ser recuperats des de qualsevol dels ordinadors sincronitzats. També hi ha la funcionalitat de conèixer la història d'un arxiu en el qual s'estigui treballant, permetent que una persona pugui editar i carregar els arxius sense perill que es puguin perdre les versions prèvies. L'historial dels arxius està limitat a un període de 30 dies, encara que existeix una versió de pagament que ofereix l'historial il·limitat. L'historial utilitza la tecnologia de delta encoding. Per conservar amplada de banda i temps, si un arxiu en una carpeta Dropbox d'un usuari és canviat, Dropbox només carrega les parts de l'arxiu que són canviades quan se sincronitza. Si bé el client d'escriptori no té restriccions per la mida dels arxius, els arxius carregats per mitjà de la pàgina web estan limitats a un màxim de 300  MB cada un. Dropbox utilitza el sistema d'emmagatzematge S3 d'Amazon per desar els arxius i Softlayer Technologies per a la seva infraestructura de suport.

## Comptes
Dropbox permet triar entre tres tipus de comptes: la primera, anomenada "Basic", és gratuïta; la segona, anomenada "Pro50", i la tercera, anomenada "Pro100", són de pagament.
Les diferències radiquen en la quantitat d'espai per poder utilitzar, mentre la "Basic" disposa de 2Gb, la "Pro50" disposa de 50Gb i la "Pro100" de 100Gb.
Els preus dels dos comptes de pagament són 9,99 $ al mes per al compte "Pro50" i 19,99 $ al mes per al compte "Pro100". Si bé el client d'escriptori no té restriccions per la mida dels arxius, els arxius carregats per mitjà de la pàgina web estan limitats a un màxim de 300  MB cada un. Dropbox utilitza el sistema d'emmagatzematge S3 d'Amazon per desar els arxius i Softlayer Technologies per a la seva infraestructura de suport.

## Seguretat
La sincronització de Dropbox utilitza transferències "SSL" i emmagatzema les dades mitjançant el protocol de xifrat AES-256.

## Col·laboració amb altres aplicacions web
Si bé no hi ha un API oficial, és possible accedir a la informació de Dropbox des d'altres  aplicacions. Hi ha connectors per Drupal, WordPress i Joomla!.